# Террелстаун

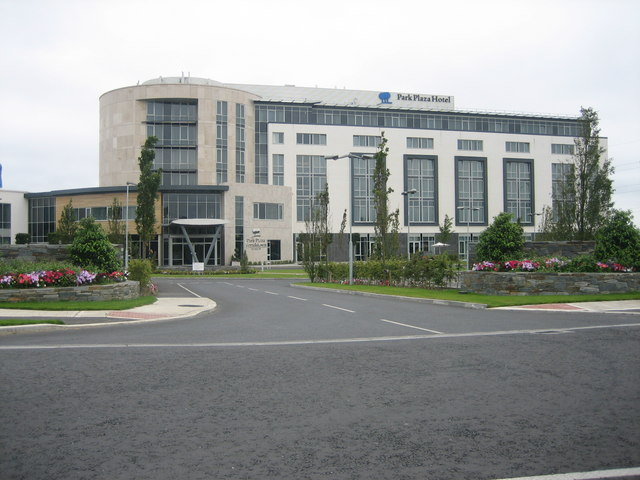
Park Plaza Hotel

Террелстаун (англ. Tyrrelstown; ирл. Baile an Tirialaigh) — пригород в Ирландии, находится в графстве Фингал (провинция Ленстер).

## Транспорт
Основным видом общественного транспорта в Террелстауне является автобусное сообщение, из центра Дублина в пригородную зону можно доехать рейсовыми автобусами маршрута 38C (низкая частота движения) и маршрута 40D компании Dublin Bus. Кроме этого, в течение рабочей недели работает автобусный маршрут 236, соединяющий Террелстаун с торговым центром другой пригородой зоны Бланчардстаун.
В 2009 году частная автобусная компания Urbus ввела ежедневный маршрут из Террелстауном и центральной частью пригорода Бланчардстауна, с помощью которого можно доехать в соседний пригород Дублина по выходным дням.
В настоящее время идёт строительство автомобильной ветки, которая будет соединять автомагистрали N2 и N3. Новая автодорога будет проходить через пригороды Малуддарт, Холлистаун и Террелстаун.